# Riou Mort
Riou Mort – rzeka we Francji przepływająca w całości na terenie departamentu Aveyron. Ma długość 23,1 km. Uchodzi do rzeki Lot.

## Geografia
Rzeka ma źródła na terenie gminy Escandolières, w pobliżu osady Fabrègues. Generalnie płynie w kierunku północno-zachodnim, lecz pomiędzy Decazeville a Viviez przyjmuje kierunek zachodni. Uchodzi do Lot na terenie gminy Boisse-Penchot. 
Riou Mort płynie na terenie jednego departamentów, w tym 8 gmin: Escandolières (źródło), Saint-Christophe-Vallon, Auzits, Aubin, Firmi, Decazeville, Viviez, Boisse-Penchot (ujście).

## Dopływy
Głównymi dopływami Riou Mort są:
- Riou Viou
- Saltz